# 1987
1987 (MCMLXXXVII) je bilo navadno leto, ki se je po gregorijanskem koledarju začelo na četrtek.

## Dogodki
- 11. februar – podjetje British Airways je privatizirano in uvrščeno na borzo.
- 18. februar – izide 75. številka Nove revije s prispevki za slovenski nacionalni program.
- 24. februar – pojavi se SN 1987A, prva supernova, vidna s prostim očesom, po letu 1604.
- 26. februar – v Jugoslaviji izbruhne t. i. »plakatna afera«, ko se izkaže, da je bil plakat za štafeto mladosti, ki ga je izdala ZSMS, predelan izdelek nacistične propagande.
- 4. marec – afera Iran-Contra: ameriški predsednik Ronald Reagan v televizijskem nagovoru javnosti prizna, da so se pogovori z Iranom sprevrgli v trgovanje z orožjem in talci.
- 13. april – Portugalska in Ljudska republika Kitajska podpišeta dogovor, po katerem bo Kitajska leta 1999 prevzela suverenost nad Macaom.
- 28. maj – devetnajstletni zahodnonemški pilot Mathias Rust se izogne sovjetski zračni obrambi in z majhnim zasebnim letalom pristane blizu Rdečega trga v Moskvi.
- 12. junij – ameriški predsednik Ronald Reagan v govoru v Berlinu pozove sovjetskega voditelja Mihaila Gorbačova, naj Sovjetska zveza odstrani berlinski zid.
- 28. junij – iransko-iraška vojna: iraška bojna letala bombardirajo naselje Sardašt na zahodu Irana z iperitom.
- 11. julij – po oceni Organizacije združenih narodov doseže na ta dan število ljudi pet milijard.
- 31. julij – v spopadih s saudskimi varnostnimi silami v Meki umre več sto iranskih romarjev.
- 17. avgust – Rudolfa Hessa najdejo mrtvega v njegovi celici v zaporu Spandau; storil naj bi samomor.
- 23. – 24. september – nacionalistična struja na čelu s Slobodanom Miloševićem prevzame nadzor v Zvezi komunistov Srbije na osmem zasedanju centralnega komiteja (CK ZKS); Miloševićev najvidnejši kritik Dragiša Pavlović je razrešen s položaja v CK.
- 3. oktober – Kanada in Združene države Amerike sklenejo sporazum o prosti trgovini, predhodnika sporazuma NAFTA.
- 19. oktober – črni ponedeljek: na borzah po vsem svetu strmo pade vrednost vrednostnih papirjev.
- 7. november – Zine al-Abidine Ben Ali postane predsednik Tunizije.
- 15. november – v romunskem mestu Brașov izbruhne množični delavski upor proti Ceaușescujevi ekonomski politiki.
- 25. november – tajfun Nina doseže Filipine; v divjanju neurja umre 1000 ljudi.
- 8. december – 
  - ameriški predsednik Ronald Reagan in generalni sekretar Sovjetske zveze Mihail Gorbačov podpišeta sporazum o uničenju jedrske oborožitve srednjega in kratkega dosega.
  - izraelsko-palestinski konflikt: v Gazi in na Zahodnem bregu se prične prva intifada.
- 9. – 15. december – s stavko delavcev ljubljanskega Litostroja pod vodstvom Franceta Tomšiča se prične proces pluralizacije politike v Sloveniji.
- 20. december – trajekt MV Doña Paz trči v tanker Vector 1 in se potopi v prelivu Tablas na Filipinih, pri čemer po oceni umre več kot 4000 ljudi.

## Rojstva
- 5. januar – Franc Bogovic, belgijski podjetnik in politik slovenskih korenin
- 20. januar – Marco Simoncelli, italijanski motociklistični dirkač († 2011)
- 12. marec – Teimour Radjabov, azerbajdžanski šahist
- 9. april – Jesse McCartney, ameriški pevec
- 19. april – Marija Šarapova, ruska tenisačica
- 4. maj – Jorge Lorenzo, španski motociklistični dirkač
- 22. maj – Novak Đoković, srbski tenisač
- 24. junij – Lionel Messi, argentinski nogometaš
- 3. julij – Sebastian Vettel, nemški dirkač Formule 1
- 1. avgust – Jakov Fak, hrvaški biatlonec
- 7. avgust – Maj Ti Ngujenkim, nemška novinarka in kemičarka
- 24. avgust – Anže Kopitar, slovenski hokejist
- 28. september – Hilary Duff, ameriška igralka in pevka
- 6. november – Ana Ivanović, srbska tenisačica

## Smrti
- 19. januar – Lawrence Kohlberg, ameriški psiholog (* 1927)
- 23. januar – Gregor Strniša, slovenski pesnik in dramatik (* 1930)
- 4. februar – Carl Rogers, ameriški psiholog (* 1902)
- 22. februar – 
  - Franjo Dominko, slovenski fizik in astronom (* 1903)
  - Andy Warhol, ameriški slikar (* 1928)
- 19. marec – Louis-Victor Pierre Raymond de Broglie, francoski plemič in fizik, nobelovec (* 1892)
- 27. marec – Stane Kavčič, slovenski politik (* 1919)
- 19. april – Maxwell Davenport Taylor, ameriški general in diplomat (* 1901)
- 27. april – Srečko Brodar, slovenski geolog, arheolog in paleontolog (* 1893)
- 29. april – Slavko Jan, slovenski gledališki režiser in igralec (* 1904)
- 30. april – Marc Aaronson, ameriški astronom (* 1950)
- 14. maj – 
  - Rita Hayworth, ameriška filmska igralka (* 1918)
  - Vitomil Zupan, slovenski pisatelj (* 1914)
- 17. maj – Gunnar Myrdal, švedski ekonomist, nobelovec (* 1898)
- 27. maj – John Howard Northrop, ameriški biokemik, nobelovec (* 1891)
- 22. junij – Fred Astaire, ameriški pevec, plesalec in filmski igralec (* 1899)
- 17. avgust – Rudolf Hess, nemški nacistični uradnik (* 1894)
- 26. avgust – Georg Wittig, nemški kemik, nobelovec (* 1897)
- 29. avgust – Antoinette de Vaucouleurs, francosko ameriška astronomka (* 1921)
- 11. september – Peter Tosh, jamajški reggae glasbenik (* 1944)
- 21. september – Jaco Pastorius, ameriški glasbenik (* 1951)
- 2. oktober – Peter Brian Medawar, britanski imunolog (* 1915)
- 9. oktober – William P. Murphy, ameriški zdravnik, nobelovec (* 1892)
- 13. oktober – Walter Houser Brattain, ameriški fizik, nobelovec (* 1902)
- 20. oktober – Andrej Nikolajevič Kolmogorov, ruski matematik (* 1903)
- 7. november – Arne Borg, švedski plavalec (* 1901)
- 2. december – Luis Federico Leloir, argentinski biokemik, nobelovec (* 1906)
- 24. december – Joop den Uyl, nizozemski politik (* 1919)

## Nobelove nagrade
- Fizika – J. Georg Bednorz, K. Alexander Müller
- Kemija –  Donald J Cram, Jean-Marie Lehn, Charles J. Pedersen
- Fiziologija ali medicina – Susumu Tonegava
- Književnost – Josip Aleksandrovič Brodski (Joseph Brodsky)
- Mir – Oscar Arias Sanchez
- Ekonomija – Robert Solow